# 엑셀러레이터
액셀러레이터(Accelerator), 스타트업 액셀러레이터(Startup accelerators) 혹은 시드 액셀러레이터(seed accelerators)는 성장을 위한 시드 투자, 연결, 판매, 멘토쉽, 교육, 그리고 성장을 가속화하기 위한 공개 피칭 이벤트나 데모데이까지 아우르는 집단 기반 프로그램을 말한다.

## 같이 보기
- 비즈니스 인큐베이터